# Буянков, Иван Иванович
Иван Иванович Буянков (25 октября 1915, Любимский уезд, Ярославская губерния — 5 февраля 1995, Ярославль) — капитан Рабоче-крестьянской Красной Армии, участник Великой Отечественной войны, Герой Советского Союза (1943).

## Биография
Иван Буянков родился 25 октября 1915 года в деревне Хлестово (ныне — Любимский район Ярославской области) в крестьянской семье. Окончил Даниловское педагогическое училище, после чего работал сначала учителем, затем директором начальной школы в Середском районе. В 1939 году Буянков был призван на службу в Рабоче-крестьянскую Красную Армию. В 1940 году вступил в ВКП(б). С начала Великой Отечественной войны — на её фронтах. Первоначально служил в артиллерии, был командиром артиллерийского орудия. В 1942 году Буянков окончил Горьковское военно-политическое училище. Был политруком батареи, комиссаром дивизиона. В 1943 году он окончил курсы усовершенствования офицерского состава и в звании капитана был назначен командиром батальона 86-го стрелкового полка 180-й стрелковой дивизии 38-й армии Воронежского фронта. Принимал участие в Курской битве, освобождении Левобережной Украины. Особо отличился во время битвы за Днепр.
В ночь с 28 на 29 сентября 1943 года батальон Буянкова первым в полку переправился через Днепр и реку Старик в районе села Старые Петровцы Вышгородского района Киевской области Украинской ССР и закрепился на плацдарме, создав благоприятные условия для успешной переправы полка. В боях за плацдарм батальоном были уничтожены несколько десятков вражеских солдат и офицеров, а также захвачено большое количество военной техники.
Указом Президиума Верховного Совета СССР от 29 октября 1943 года за «мужество и героизм, проявленные при форсировании Днепра и удержании плацдарма» капитан Иван Буянков был удостоен высокого звания Героя Советского Союза с вручением ордена Ленина и медали «Золотая Звезда» за номером 2837.
Во время одного из последующих боёв на Украине Буянков получил тяжёлое ранение и в 1944 году после излечения был демобилизован. Работал в Закобякинской средней школе Любимского района. В 1948 году он окончил Ярославский педагогический институт. Последние годы своей жизни прожил в Ярославле.
Умер 5 февраля 1995 года, похоронен на Аллее Героев Воинского мемориального кладбища Ярославля.
Был также награждён орденами Красного Знамени, Александра Невского, Отечественной войны 1-й степени, а также рядом медалей.

## Комментарии
1. ↑  Местом рождения указывается д. Хлестово, входившая в Андрейковский сельсовет[1][2].